# Procambio
Il procambio è il tessuto meristematico primario da cui si differenziano i tessuti vascolari (o conduttori) primari.
Nel fusto, il procambio si trova nella zona di differenziazione, che si trova al di sotto della gemma apicale. Nel corso dello sviluppo i cordoni procambiali del fusto si differenziano verso l'alto verso il primordio fogliare, realizzando una continuità del sistema procambiale tra fusto e foglia già dal primo momento.
Il procambio deriva (insieme alla regione del meristema fondamentale che darà origine alla corteccia e a parte del midollo) dal meristema periferico, che circonda la zona delle cellule madri centrali. 
Inizialmente è un anello continuo all'interno del fusto, ma poi si frammenta nei cordoni procambiali, ciascuno dei quali formerà un fascio cribrovascolare conduttore (floema + xilema).
Il procambio dà origine anche al periciclo.
Non tutte le cellule procambiali si differenziano come tessuto primario, infatti alcune cellule tra xilema e floema primari rimangono indifferenziate e prendono il nome di cambio intrafascicolare. Quest'ultimo poi funzionerà come cambio cribro-vascolare.
Il cambio cribro-legnoso può essere quasi totalmente intrafascicolare, come avviene nel tiglio (Tilia), oppure originarsi in cospicua parte anche dal cambio interfascicolare, come nel caso di Sambucus, Medicago e Ranunculus, ove le regioni interfascicolari sono di discreta entità. 
Il procambio è circondato da meristema fondamentale.